# Carl-Heinz Witt
Carl-Heinz Witt (* ca. 1964) ist ein deutscher Rechtswissenschaftler und Hochschullehrer.

## Leben
Witt besuchte von 1970 bis 1974 die Grundschule Alsterdorfer Straße in Hamburg und anschließend bis 1983 das dortige Wilhelm-Gymnasium. Nach dem Wehrdienst bei der Bundesmarine absolvierte er zunächst bis 1987 eine Ausbildung zum Bankkaufmann in Hamburg. Darauf folgte bis 1991 das Studium der Rechtswissenschaft an der Universität Passau. Er bestand 1991 die erste Staatsprüfung. An der Universität Passau war er von 1991 bis 1996 Wissenschaftlicher Mitarbeiter am Lehrstuhl für Bürgerliches Recht, Handels- und Wirtschaftsrecht von Jan Wilhelm. 1996 bestand er zunächst die zweite Staatsprüfung und wurde am 13. Dezember 1996 in Passau mit der Dissertation Übernahmen von Aktiengesellschaften und Transparenz der Beteiligungsverhältnisse zum Dr. jur. promoviert.
Witt war von 1996 bis 1998 als Rechtsanwalt in Frankfurt am Main tätig und absolvierte 1998/1999 den Master-Studiengang für Common Law an der Georgetown University. 1999 erhielt er eine Stelle als Wissenschaftlicher Mitarbeiter am Institut für deutsches und europäisches Gesellschafts- und Wirtschaftsrecht der Ruprecht-Karls-Universität Heidelberg am Lehrstuhl von Peter Hommelhoff. Von 2002 bis 2004 war er Forschungsstipendiat der Deutschen Forschungsgemeinschaft, bevor er sich am 21. Dezember 2005 mit der Schrift Die Konzernbesteuerung – Versuch einer Fortentwicklung des Rechts der steuerlichen Organschaft habilitierte und zum Privatdozenten ernannt wurde. Es folgten Vertretungsprofessuren an den Universitäten von Osnabrück, Heidelberg, Bonn und Erfurt.
Witt wurde 2010 an der Heidelberger Universität zum außerplanmäßigen Professor ernannt. 2011 folgte er einem Ruf als Professor an die Hochschule der Medien Stuttgart und 2012 einem weiteren Ruf auf die Alfried Krupp von Bohlen und Halbach-Stiftungsprofessur für Zivil- und Unternehmensrecht an die Staatswissenschaftliche Fakultät der Universität Erfurt. Er wurde dort Nachfolger von Hans-Friedrich Müller. Seit 2023 ist er Dekan der Staatswissenschaftlichen Fakultät.

## Werke (Auswahl)
- mit Markus Gehrlein: GmbH-Recht in der Praxis, 4. Auflage, Verlag für Recht und Wirtschaft, Frankfurt am Main 2019, ISBN  	978-3-8005-1686-5.
- Die Konzernbesteuerung: Vorschlag zur Fortentwicklung des Rechts der steuerlichen Organschaft, O. Schmidt, Köln 2006, ISBN 	978-3-504-20697-0.
- Übernahmen von Aktiengesellschaften und Transparenz der Beteiligungsverhältnisse, Heymann, Köln 1998, ISBN 978-3-452-23956-3.